# Éric de Winter
Éric de Winter est un réalisateur, producteur, technicien et scénariste de cinéma français né en 1931 et décédé à l'âge de 91 ans le 13 mai 2022.

## Biographie
Éric de Winter est un personnage enveloppé de mystère, qui reconnait deux films comme auteur : (Lèvres humides)  et l'audacieux, le monstrueux (Maléfices Pornos) , un hybride de fantastique, d'horreur et pornographique qui a failli être totalement interdit par la censure. Contre toute attente, ce dernier est finalement très bien accueilli par la critique spécialisée, séduite par son audace et sa singularité. Au-delà de ses réalisations cinématographiques, Éric de Winter est également reconnu pour sa passion dévorante pour la spéléologie qu'il pratiquera toute sa vie. Il est l'un des membres fondateurs du prestigieux club de spéléologie de Casablanca dans les années 1950. Sa quête de l'inconnu l'a mené à collaborer avec Marcel Ichac dans le sud Marocain, où il a exploré les profondeurs pour participer à la création de films documentaires de spéléologie. Sa vie, un mélange d'aventures souterraines et de controverses cinématographiques, dessine le portrait d'un homme pas ordinaire.

## Filmographie
- 1976 : Draguse ou le manoir infernal film fantastique (de Patrice Rhomm), présent sur Liste des films classés X en France, du Journal officiel, 20 novembre 1975, abrogé en 1985
- 1976 : Lèvres humides
- 1978 : Maléfices Pornos (avec Gilbert Servien) Ce film présente un danger pour l’intégrité mentale et psychique d’une part importante du public. ... la commission a estimé, en conséquence, à l’unanimité, que le seuil de l’interdiction totale était atteint " avis de la commission de censure, note-142.
- 1979 : Les Vengeurs du Cosmos est un film inachevé de Science-Fiction
- 1985 : La Nuit Souterraine est un épisode d'Extérieur Nuit de tf1, réalisation de Philippe Pouzenc, cauchemar éveillé dans les souterrains du métro parisien, des égouts et des carrières souterraines, un téléfilm  Fantastique avec Christine Simon

## Citation
- Mauvais Genre sur France Culture, chronique par Christophe Bier... cinéaste « underground ». Il avait découvert le cinéma auprès du documentariste et spéléologue Marcel Ichac, avec lequel il partageait la passion des grottes et souterrains. ... Eric de Winter était entré dans le cinéma commercial par la régie et la production. Dans le courant des années 1970, il devient le régisseur multi-tâches d’Anne-Marie Tensi, rare productrice de films pornographiques. On lui doit l’un des films les plus singuliers du genre, Maléfices pornos, que la censure voulut totalement interdire ...